# Atmeh
Atmeh (arabisch أطمه), auch Atme oder At(i)ma(h), ist ein nordsyrisches Dorf im Gouvernement Idlib, das nördlich der Provinzhauptstadt Idlib und direkt an der Grenze zur Türkei liegt. 2004 hatte die Siedlung 2255 Einwohner.
Zwei Flüchtlingslager bei Atmeh sind seit Oktober 2011 Auffangstationen für syrische Flüchtlinge, die beim Grenzübertritt zur Türkei gescheitert sind. Der Stiftung Maram Foundation zufolge lebten 2013 über 20.000 Menschen in den Lagern. Nach türkischen Angaben sind die zwei Zeltstädte bei Atmeh bis zum Jahr 2019 auf 800.000 Menschen angewachsen. Es gibt im Flüchtlingslager in Atma (Stand 2022) keine Schulen, keine medizinischen Hilfsorganisationen, kein fließendes Wasser und kaum Strom. Die Wellblechbehausungen und Stoffzelte schützen die Bewohner im Winter kaum vor Nässe und Kälte. Krätze und Covid grassieren in Atma immer wieder.
In der Nacht zum 3. Februar 2022 führte das US-Militär eine Operation in Atmeh durch und tötete den Anführer der dschihadistischen Terrororganisation Islamischer Staat (IS), Abu Ibrahim al-Haschimi al-Quraischi. Nach Angaben eines US-Regierungsvertreters sprengte sich der IS-Anführer während des US-Einsatzes selbst in die Luft. Er tötete bei der Explosion Familienmitglieder, auch Frauen und Kinder. Laut Angaben der Syrischen Beobachtungsstelle für Menschenrechte starben infolge des versuchten Zugriffs auf al-Quraischi 13 Zivilisten.